# 武林吉
武林吉（Franklin Ohlinger，1845年—1919年），号迪庵，是美以美会传教士和教育家。
出生在美国俄亥俄州Fremont附近，就读于Berea的Wallace学院。1870年，武林吉受美以美会差会派遣，前往中国福州传教。1871年他在福州创办了福音书院（Union Theological School of Foochow），次年又创办福州最早的中文报刊《郇山使者》月刊，1880年创办了鹤龄英华书院。1887年由于与同事的冲突被调往朝鲜，1893年他们的两个孩子病死在朝鲜，武林吉夫妇回到美国。1894年武林吉作为独立传教士回到中国福建的兴化，在Antau开办孤儿院。1897年他重新加入美以美会差会，1904年他驻在上海，而妻子住在瑞士日内瓦。1908年武林吉一家返回美国。次年武林吉又返回福州，任教于福建省立学院。1911年，严重的疾病迫使他返回美国。1912年到1915年，武林吉一家住在俄亥俄州托莱多。1915年到1919年住在密歇根州安阿伯。